# Koch Fruzsina
Koch Fruzsina (Budapest, 1992. október 13. –) labdarúgó, középpályás. Jelenleg a Dorogi Diófa SE játékosa. Apja, Koch Róbert labdarúgó, aki a Ferencvárosi TC csapatában játszott.

## Pályafutása
2004-ben a Hajósi FC csapatában kezdte a labdarúgást. 2008 és 2010 között a Géderlaki KSE együttesében szerepelt. A 2010 februárjában, mint futsal játékos lett a Kiskunhalasi FC igazolt játékosa, de augusztustól, mint labdarúgó is szerződtették. A 2011–12-es idényben ősszel az MTK csapatában szerepelt. 2011. augusztus 6-án csereként mutatkozott be az élvonalban. Tavasszal az Astra Hungary FC együtteséhez szerződött. 2013 nyarán Dorogra igazolt. A Dorogi Diófa SE játékosaként NB II-es bajnoki címet nyert, majd az azt követő sikeres osztályozó mérkőzéssel az NB I-be jutott a csapatával. Gólerős játékával sokat tett a sikerekért. Valamennyi mérkőzésére jut egy szerzett gól.

## Sikerei, díjai
- Magyar bajnokság
  - bajnok: 2011–12[1]
  - 3.: 2011–12[1]
  - NB II-es bajnok (2013-14)
  - Magyar Kupa 3. hely (2014)